# Порт Лонг-Біч
Порт Лос-Анджелеса, також відомий як портовий департамент міста Лонг-Біч, є контейнерним портом у Сполучених Штатах, який примикає до порту Лос-Анджелеса. Виступаючи як головні ворота для американо-азійської торгівлі, порт займає 1280 гектар землі та 40 км., набережної в місті Лонг-Біч, Каліфорнія. Порт Лонг-Біч розташований менш ніж у 3 км., на південний захід від центру Лонг-Біч і приблизно в 40 км., на південь від центру Лос-Анджелеса. Морський порт приносить приблизно 100 мільярдів доларів на рік у торгівлі та налічує понад 316 000 людей у Південній Каліфорнії.

## Історія

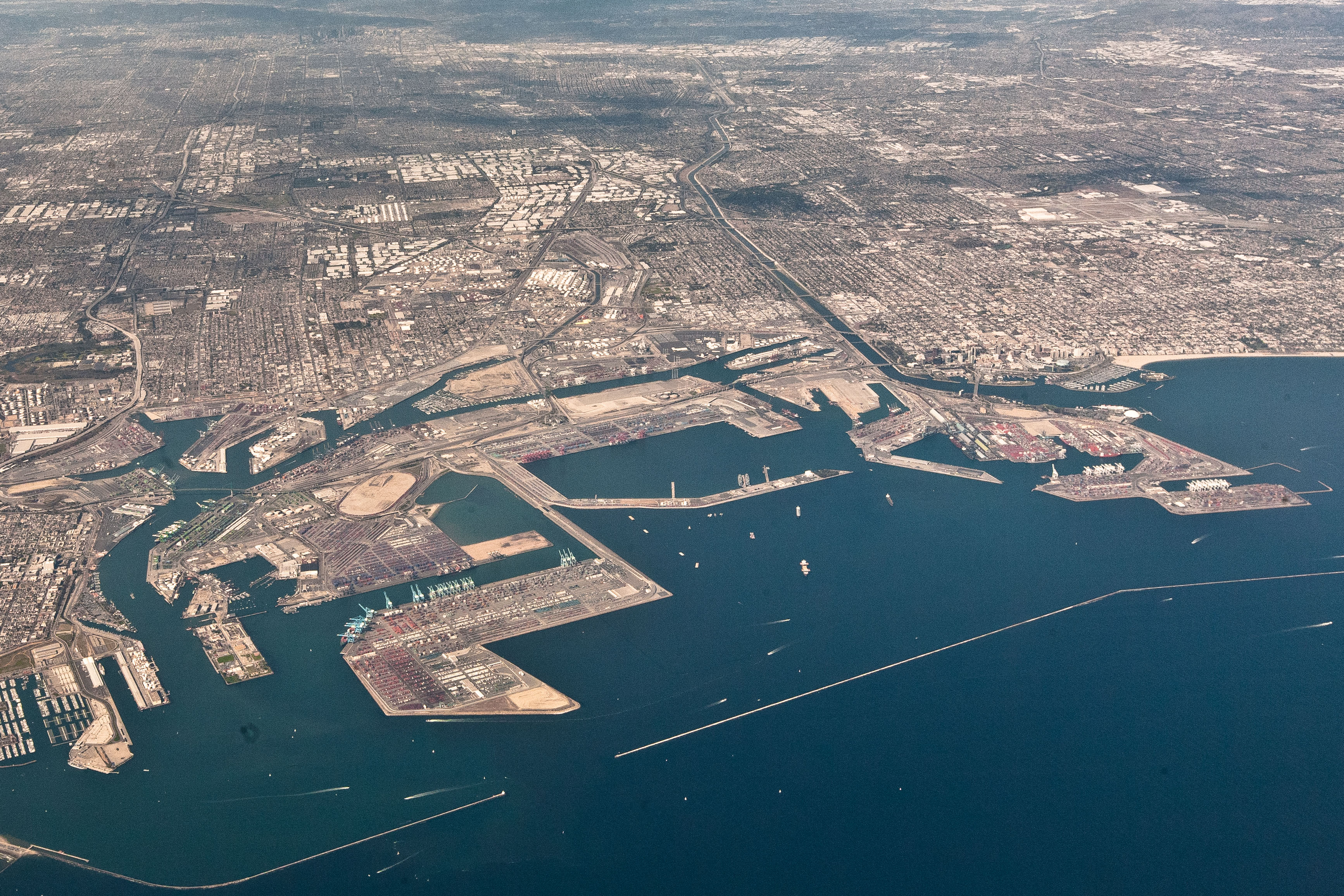
Вид на порт Лонг-Біч.

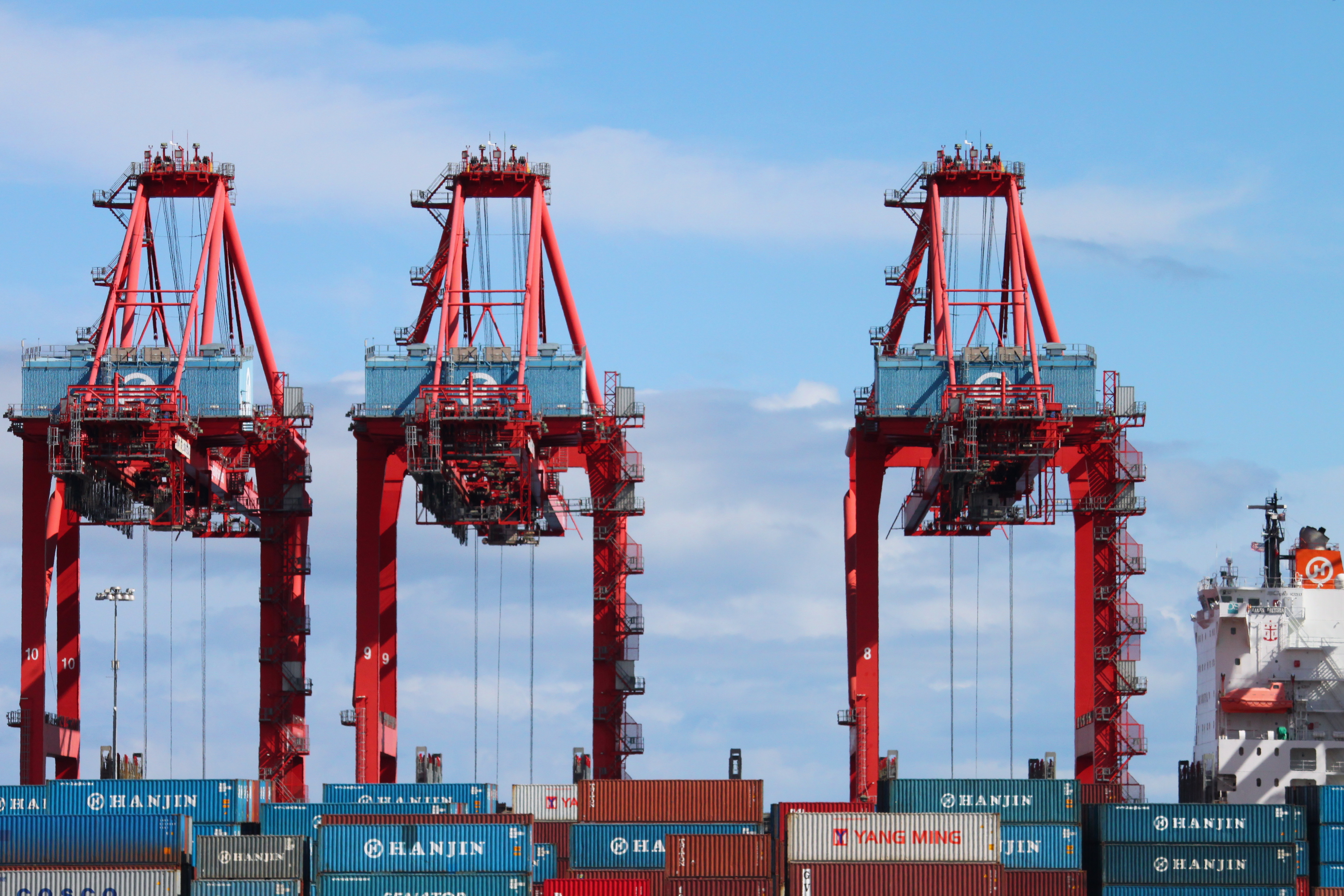
Судноплавний термінал Hanjin Shipping в порту Лонг-Біч.

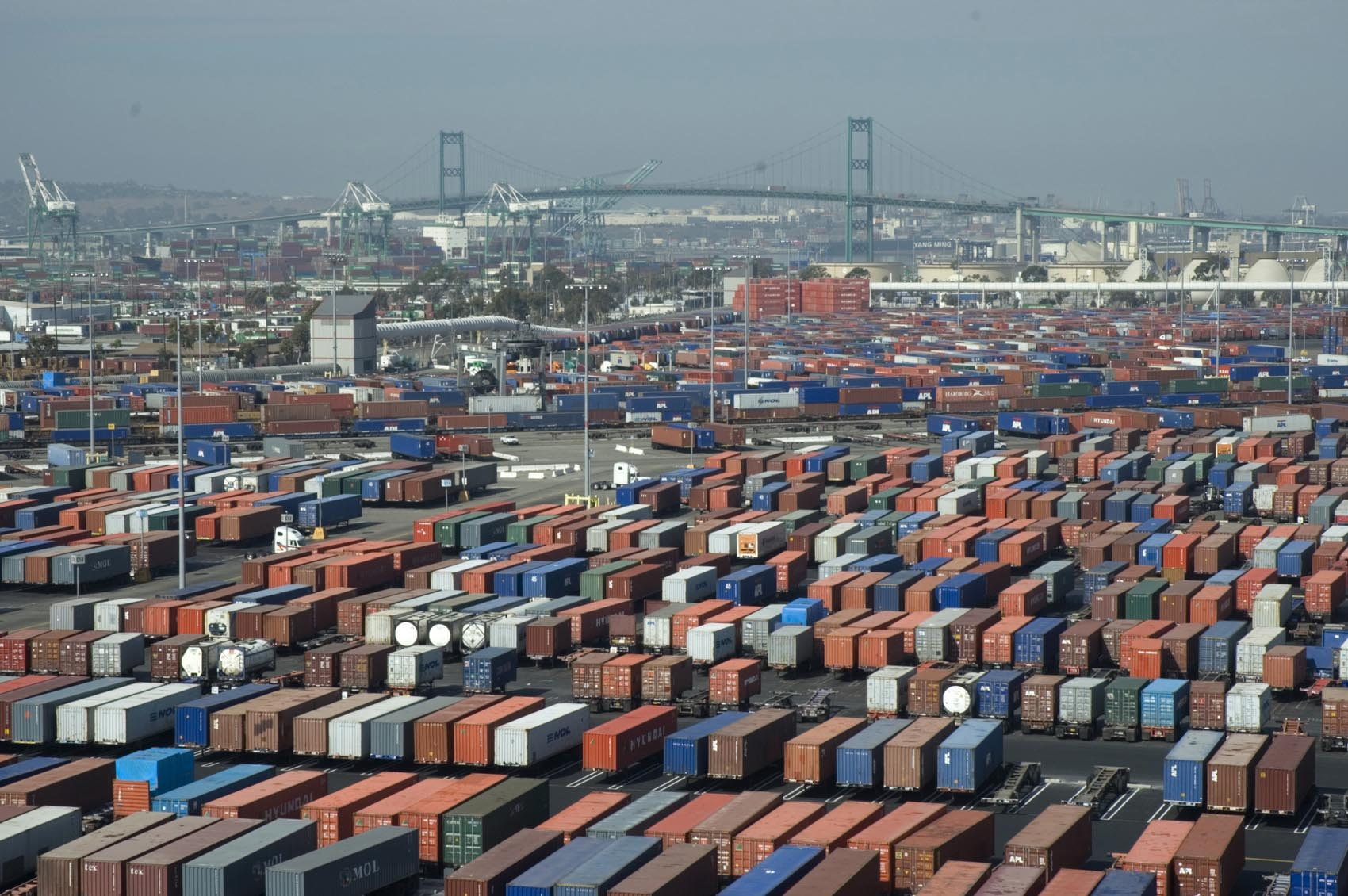
Порт Лонг-Біч, контейнерний термінал, на задньому плані міст Вінсента Томаса.

Затоку Сан-Педро було розпочато в 1899 році і з часом було розширено, щоб захистити нинішнє місце порту Лонг-Біч. Порт Лонг-Біч був заснований на 3,2 км2., боліт 24 червня 1911 року в гирлі річки Лос-Анджелес. У 1917 році була сформована перша Рада комісарів порту для нагляду за портовими операціями. Через економіку, що розвивається, виборці Лонг-Біч схвалили облігації на 5 мільйонів доларів для покращення внутрішньої та зовнішньої гавані в 1924 році.
Старий муніципальний причал був перебудований у муніципальну пристань у 1925 році. У 1925 році почалося будівництво пірсів A та пірсів B, з відкриттям пірсу A в 1930 році.
До 1926 року було оброблено більше мільйона тонн вантажів, і для розміщення бізнесу, що розвивається, було споруджено додаткові пірси.
У 1921 році на нафтовому родовищі Лонг-Біч на Сигнал-Хіллі та навколо нього була виявлена нафта. У 1932 р. було відкрито четверте за величиною нафтове родовище в США — Вілмінгтонське нафтове родовище, велика частина цього родовища була під Лонг-Біч і власне гаванню. Сотні нафтових свердловин з нафтового поля Вілмінгтон забезпечували нафтові прибутки місту та порту Лонг-Біч. Перша морська нафтова свердловина в гавані була відкрита в 1937 році, незабаром після відкриття, що нафтове родовище сягає далеко в гавані. У середині 1930-х років порт було розширено, в основному через необхідність транспортування нафти на зовнішні ринки, оскільки величезний видобуток нафти з Лос-Анджелесського басейну викликав перенасичення на ринках США.
У 2007 році морський порт запустив заборону на обслуговування старих дизельних вантажівок у порту. 1 жовтня 2011 року в портах Лонг-Біч і Лос-Анджелеса була запущена програма Clean Trucks. Програма поставила за мету зменшити забруднення повітря від парку вантажівок на 80% до 2012 року. Вантажівкам, виготовленим до 1987 року, які не відповідають стандартам чистих вантажівок 2007 року, встановленим Агентством з охорони навколишнього середовища США, заборонено доступ до портових терміналів. Відповідно до ініціативи «чисті вантажівки» з 1 жовтня, усі автотранспортні компанії, які ведуть бізнес у порту, повинні мати схвалену портом концесію з визначенням правил, яких вони повинні дотримуватися. Станом на 23 вересня 2011 року майже 500 автотранспортних компаній подали заявки на концесію, що становить понад 6000 вантажівок.
У 2012 році Міжнародний союз лонгшорів і складів оголосив страйк, який закрив порти Лонг-Біч і Лос-Анджелес. Восьмиденний страйк коштував Каліфорнії близько 8 мільярдів доларів. Кораблі йшли назад у Тихий океан. Федеральна служба посередництва та примирення допомогла припинити страйк. Страйк вплинув на те, що роздрібні торговці готувалися до святкових розпродажів.
У 2021 році в порту виникли проблеми з обробкою контейнеровозів. За межами порту довелося чекати 86 контейнеровозів.

## Економіка

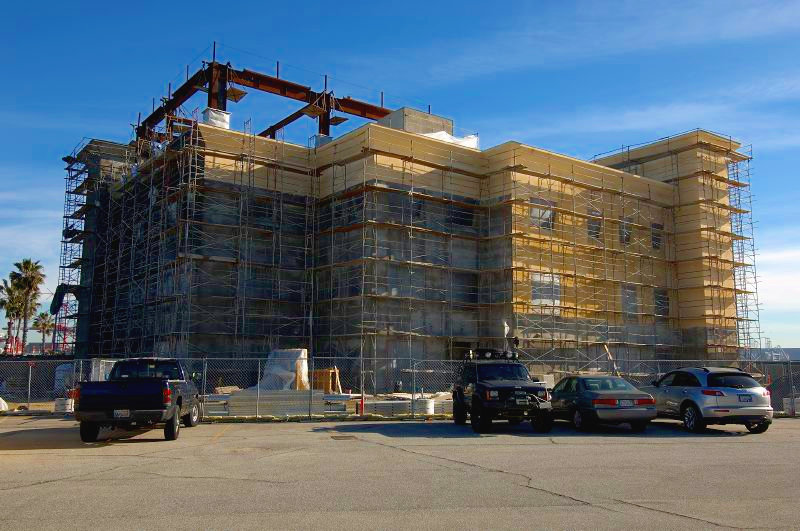
Будується новий «зелений» Центр управління.

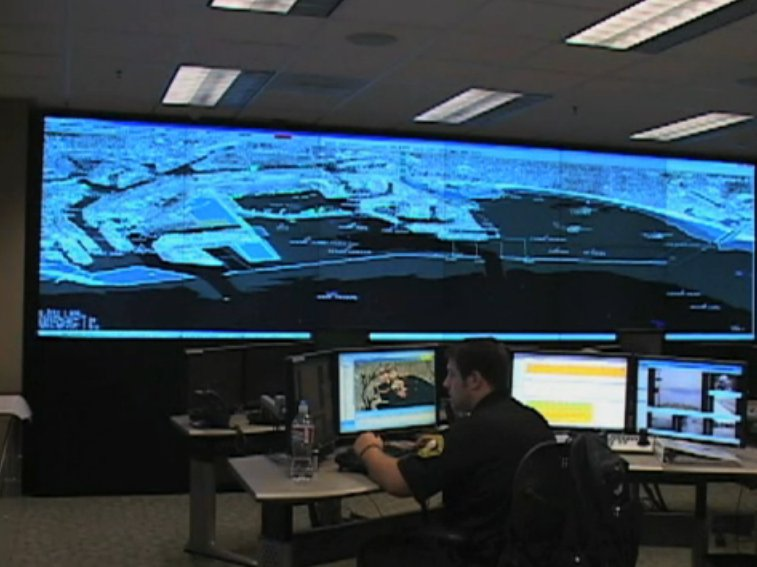
Офіцер безпеки спостерігає за портом, виявляючи всі кораблі в межах 18 кілометрів від об’єкта.

Загальна вартість імпорту та експорту порту становить майже 100 мільярдів доларів на рік. Морський порт забезпечує робочі місця, генерує податкові надходження та підтримує роздрібний та виробничий бізнес. Понад 800 мільйонів доларів на рік витрачається на оптову дистрибуцію в місті. У Лос-Анджелесі портові операції створюють понад 230 000 робочих місць, при цьому понад 10 мільярдів доларів на рік спрямовується на послуги розподілу в місті. На рівні штату порт Лонг-Біч забезпечує близько 370 000 робочих місць і генерує близько 5,6 мільярдів доларів на рік у державних та місцевих податкових надходженнях.
Порт обслуговується коридором Аламеда, через який інтермодальні залізничні вагони прямують на північ до Лос-Анджелеса.

## Безпека

### Командний центр та центр управління
У лютому 2009 року порт відкрив командний центр вартістю 21 мільйон доларів. Командний центр та центр управління відповідає Політиці порту «Зелений порт» щодо енергоефективності.
Офіцер безпеки спостерігає за портом, виявляючи всі кораблі в межах 18 кілометрів від об’єкта.

### Патруль гавані
Лонг-Біч — це група підготовлених та озброєних державних службовців, які займаються безпекою та громадською безпекою в порту Лонг-Біч. Офіцери портового патруля контролюють портові споруди та дороги загального користування, реагують на повідомлення та мають право доступу до всіх морських терміналів і вантажів у порту.
Крім того, патруль гавані забезпечує цілодобове відеоспостереження, мобільний підводний гідролокатор, водолазну групу, детектори вибухівки та інші технології для захисту портових споруд і операцій.